# Bom Jesus da Cachoeira
Bom Jesus da Cachoeira é um distrito do município brasileiro de Muriaé, no interior do estado de Minas Gerais. Segundo o censo demográfico de 2022, realizado pelo Instituto Brasileiro de Geografia e Estatística (IBGE), sua população era de 1 161 habitantes e havia 438 domicílios particulares permanentes ocupados. Possui área de 96,85 km² conforme a Fundação João Pinheiro (FJP).
Foi criado pela lei provincial nº 3.442 de 28 de setembro de 1887. Está situado entre o município de Laranjal e a cidade de Muriaé, nas margens da BR-116.